# قلعه پاعلم
قلعه پاعلم مربوط به دوره ساسانیان - سده‌های ۲–۳ ه.ق است و در شهرستان پل‌دختر، بخش مرکزی، دهستان پاعلم، ۵۰۰ متری جنوب دهستان پاعلم واقع شده و این اثر در تاریخ ۲۲ آبان ۱۳۸۶ با شمارهٔ ثبت ۲۰۱۰۰ به‌عنوان یکی از آثار ملی ایران به ثبت رسیده است.